# Filip Vlček
Filip Vlček (* 7. května 1993 Písek) je český lední hokejista hrající na pozici středního útočníka.

## Život
Mládežnická léta strávil ve svém rodném městě, kde nastupoval za tamní klub IHC Písek. V sezóně 2008/2009 odehrál i šest utkání za reprezentační výběr České republiky do šestnácti let. Během ročníku 2010/2011 se prvně objevil v soutěži dospělých, když odehrál čtyři utkání v základní části a jedno v playoff druhé ligy za svůj mateřský písecký klub. Během sezóny 2011/2012 hrál za juniory pražské Sparty a ke čtyřem utkáním nastoupil též za TJ Sokol Radomyšl. Rok nato se prvně objevil v české nejvyšší soutěži, když v jednom utkání hostoval v barvách Plzně. Za ni, její juniory a za HC Most pak hrál během ročníku 2013/2014. Následně odešel na rok do Rakouska, do tamního klubu EK Zell am See. Po návratu hrál opět za Písek a během sezóny 2015/2016 i za ČEZ Motor České Budějovice. V jeho barvách odehrál i značnou část následujícího ročníku, nicméně na konci dubna 2018 jej klub vyřadil ze svého kádru, i když měl s Vlčkem podepsanou smlouvu ještě na další sezónu. Důvodem měly být hráčovy osobní problémy. Ročník 2018/2019 začal opět v Písku, ale po šesti odehraných zápasech se stěhoval do Prahy, do klubu HC Slavia.